# نوكاردية تايلندية
نوكاردية تايلندية (الاسم العلمي: Nocardia thailandica) هي نوع من البكتيريا تتبع جنس النوكاردية من فصيلة النوكارديات.